# Skalníček černoocasý
Skalníček černoocasý (Oenanthe melanura) se vyskytuje v pouštních oblastech v severní Africe, na Středním východě a Arabském poloostrově.

## Taxonomie
Druh zahrnuje 6 poddruhů:
- O. m. melanura (Temminck, 1824) – severovýchodní Egypt až Izrael, Jordánsko a centrální Saúdská Arábie
- O. m. neumanni (Ripley, 1952) – jihozápadní Saúdská Arábie, Jemen a Omán
- O. m. lypura (Hemprich & Ehrenberg, 1833) – severní a centrální Súdán až Eritrea
- O. m. aussae (Thesiger & Meynell, 1934) – severovýchodní Etiopie, Džibuti a severní Somálsko
- O. m. airensis (Hartert, 1921) – severní Niger až centrální Súdán
- O. m. ultima (Bates, 1933) – východ Mali a západ Nigeru

Poddruhy se mírně liší ve zbarvení šatu.

## Popis
Skalníček černoocasý je dlouhý 14 cm a pojmenovaní získal po svém černém ocasu. Zbytek jeho peří je zbarvený do modrošedé nebo šedohnědé. Samečci a samičky jsou si podobní. Píseň je jasná melancholická píšťalka: „CHURlee – TRUloo – CHURlee – TRUlur“, s krátkými frázemi z písně používanými jako hovor. Je to druh skalních pouští a horských svahů, který hnízdí ve skalní trhlině, kde ukládá 3–4 vejce. Živí se hmyzem, který si najde na zemi. Člověka se obvykle nebojí. 

## Výskyt
V Egyptě je skalníček černoocasý rozšířený na Sinajském poloostrově. V Izraeli se tento druh vyskytuje především v oblasti Negevské pouště, údolí Aravy a Mrtvého moře; vyskytuje se v oblastech údolí řeky Jordán dále na sever, tam je však vzácnější. V Jordánsku se tento druh vyskytuje pouze v západních částech země, v oblastech od údolí řeky Jordán na jih přes oblast Mrtvého moře po údolí Arava a pohoří Aaba.

## Popis
Skalníček černoocasý je dlouhý 14 cm, jeho rozpětí křídel dosahuje 23–27 cm a jeho hmotnost je přibližně 15 g. Má namodralé popelově-šedé vrchní části s tmavými křídly a černým trupem a ocasem. Jeho břicho a spodní části jsou zbarveny do šedo-bílé. Nohy má černé. Poddruh žijící v severní Africe bývá zbarvený převážně do hněda.

## Rozmnožování
Skalníček černoocasý je monogamní a páry zůstávají na svém území rozmnožování po celý rok. Hnízdo vytvořeno z trávy, listí a dalších jemných materiálů je postaveno výhradně samicí, může být umístěno mezi balvany, do skalní trhliny nebo do nepoužívané nory. Samice často také umisťují malé kameny kolem vchodu do hnízda. Běžně snášejí 3 nebo 4 světle modrá vejce s jemnými červenohnědými flíčky. Vejce má přibližné rozměry 19,6 × 14,7 mm a váží průměrně 2,26 g. Samice sedí na vejcích po dobu 13–14 dnů. Mláďata jsou krmena oběma rodiči zhruba 14 dnů. Za rok mohou mít až tři snůšky.